# Idriz Demirović
Idriz ef. Demirović (također: Idris ef. Demirović; Ulcinj, 14. ožujka 1947.), crnogorski je teolog  albanskog podrijetla. Autor je najpoznatije Sufare: uvoda u kur'ansko pismo, početnice za učenje arapskog pisma u mektebu, na bošnjačkom i albanskom jeziku.  

## Životopis
Idriz Demirović je rođen 1947. godine u Kravarima, Ulcinj. Osnovnu školu završio je u Vladimiru, a medresu u Prištini, gdje je i diplomirao na Filozofskom fakultetu, na odsjeku orijentalistike. Postdiplomske studije je pohađao na Intersveučilišnom centru u Dubrovniku, na odsjeku za kulturnu povijest Mediterana, a magistrirao je u Zagrebu. Godine 1969. postavljen je za imama u Dobrim Vodama, gdje je služio do premještaja za imama Omerbašića džamije u Starom  Baru i vjersko-prosvjetnog referenta toga medžlisa Islamske zajednice. Na zasjedanju Vrhovnog sabora  Islamske zajednice u SFR Jugoslaviji, održanom 24. svibnja 1976. godine, izabran je za predsjednika Starješinstva Islamske zajednice u Crnoj Gori, s neograničenim mandatom. 
Od 1988. do 1992. godine bio je predsjednik Vrhovnog sabora Islamske zajednice u SFR Jugoslaviji. Za vrijeme njegovog predsjedavanja Vrhovnim saborom, točnije 1990. godine, ovaj najviši zakonodavni organ ondašnje Islamske zajednice usvojio je novi Ustav Islamske zajednice u SFR Jugoslaviji, kojim je, pored ostalog, predsjednicima mešihata ograničen mandat na četiri godine s mogućnošću još jednog reizbora. Na toj dužnosti je ostao sve do 1994. odnosno do usvajanja Ustava Islamske zajednice u Crnoj Gori. Tragičnim raspadom Jugoslavije, Sabor Islamske zajednice u Crnoj Gori, 16. listopada 1994. godine donio je svoj Ustav Islamske zajednice kojim je potvrđen  kontinuitet  Islamske zajednice Crne Gore, zadržavajući duhovno jedinstvo s činiteljima državne zajednice ali i vlastitim nasljeđem koje je ustanovljeno Ustavom Kneževine Crne Gore iz 1905. godine. Za prvog reisa Islamske zajednice u Crnoj Gori izabran je Idriz ef. Demirović. Njegov doprinos do umirovljena rujna 2003. godine, posebno se ogleda u obnovi džamija i jačanju Islamske zajednice u Crnoj Gori s mladim kadrovima s kojima je inicirao i realizirao ideju da se u Crnoj Gori gradi medresa. Kamen temeljac za obrazovnu ustanovu Mehmed Fatih u Milješu postavljen je 21. svibnja 2000.godine.
Autor je Sufare: uvoda u kur'ansko pismo, početnice za učenje arapskog pisma u mektebu, na bošnjačkom i albanskom jeziku, te niza drugih znanstvenih radova objavljenih u crnogorskim i inozemnim časopisima.

## Djela
- Sufara: uvod u kur'ansko pismo (Sarajevo, 1978.)

## Vanjske poveznice
- Mr Idriz ef.Demirović, mudrac u teškom zemanu  Arhivirana inačica izvorne stranice od 25. veljače 2022. (Wayback Machine)